# Ji yung saam bo
Ji yung saam bo – hongkoński film komediowy z 1985 roku w reżyserii Wu Ma.

## Obsada
Źródło: Filmweb

- Michael Hui – Mr. Boo
- Deannie Yip – Anna
- Ben Lam
- Wu Ma
- Wing-Cho Yip
- Dennis Chan
- Lung Chan
- Natalis Chan
- Philip Chan – inspektor Chan
- John Shum – Beethoven
- Richard Ng – Chau

## Odbiór
Film zarobił 17 089 402 dolarów hongkońskich w Hongkongu.
W 1986 roku podczas 5. edycji Hong Kong Film Awards Michael Hui był nominowany do nagrody Hong Kong Film Award w kategorii Best Actor.